# 圣库唐 (夏朗德省)
圣库唐（法語：Saint-Coutant，法語發音：[sɛ̃ kutɑ̃]）是法国夏朗德省的一个市镇，属于孔福朗区。

## 地理
圣库唐（45°59'43"N, 0°27'33"E）面积19.4 平方千米，位于法国新阿基坦大区夏朗德省，该省份为法国西部内陆省份，北起德塞夫勒省和维埃纳省，东临上维埃纳省，东南至多尔多涅省，南至多爾多涅省，西接滨海夏朗德省。
与圣库唐接壤的市镇（或旧市镇、城区）包括：阿卢、昂贝尔纳克、伯内、香槟穆通、圣洛朗德塞里、勒维厄塞里耶。

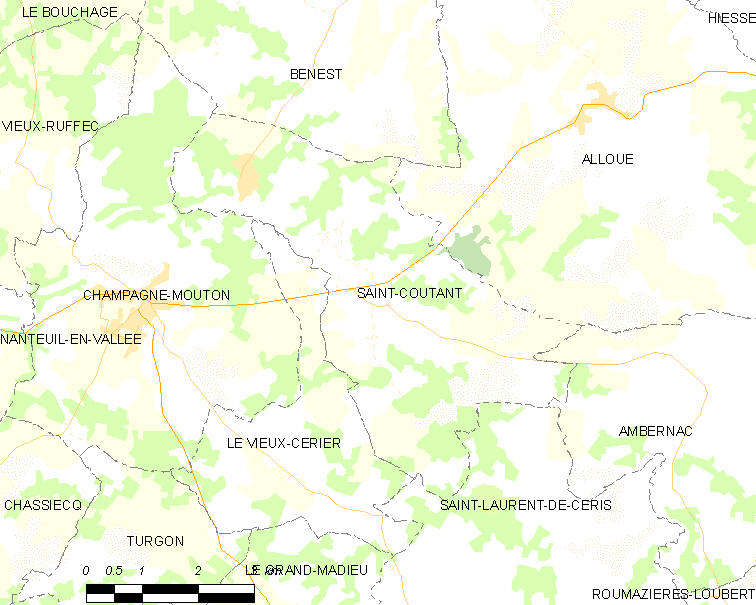
的OSM定位图

圣库唐的时区为UTC+01:00、UTC+02:00（夏令时）。

## 行政
圣库唐的邮政编码为16350，INSEE市镇编码为16310。

## 政治
圣库唐所属的省级选区为夏朗德-博尼约尔县。

## 人口

1962-2008年间人口变化图示

圣库唐于2022年1月1日时的人口数量为212人。